# 阿爾蓬峰
45°19′07″N 06°44′34″E / 45.31861°N 6.74278°E

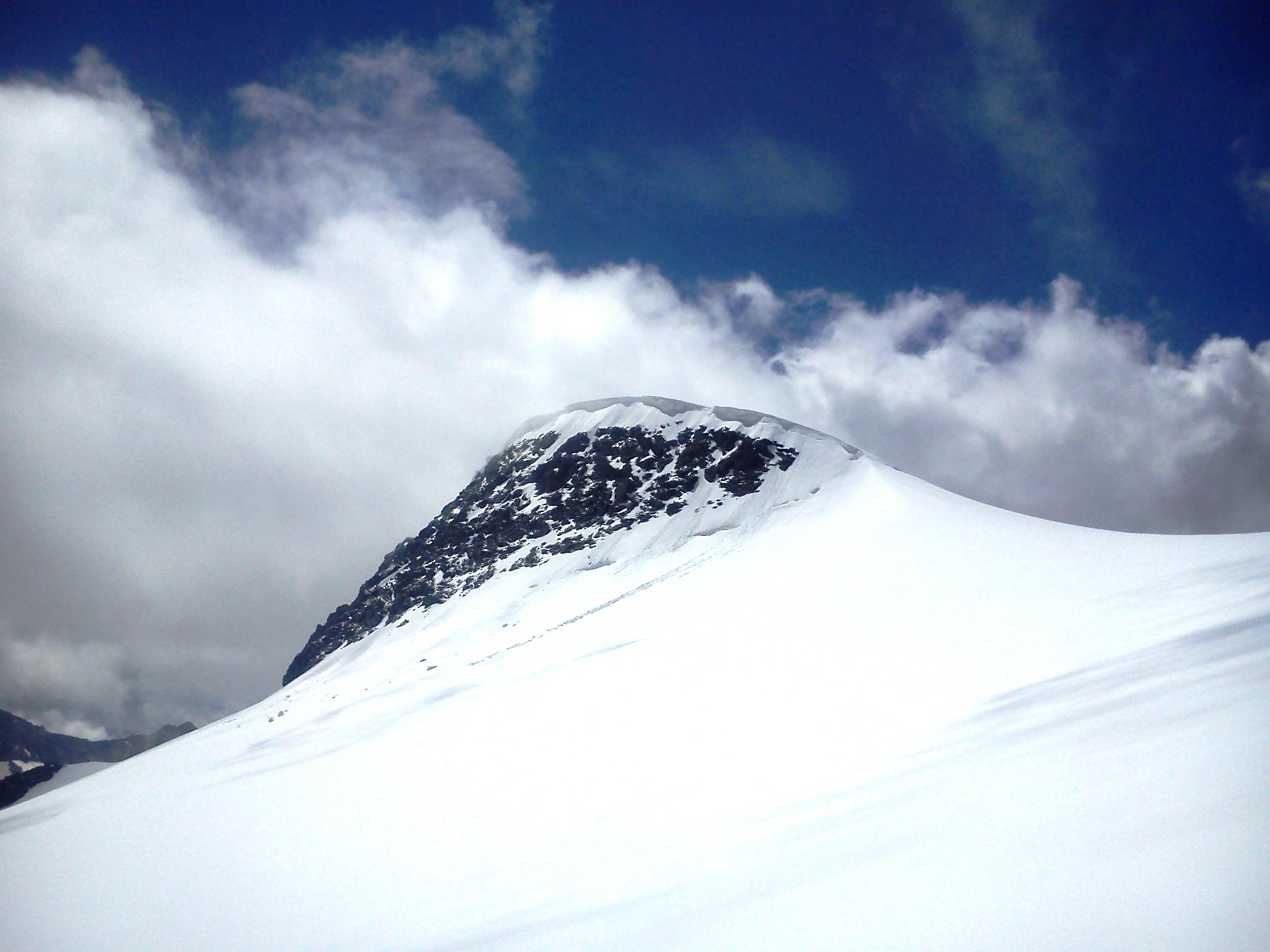

阿爾蓬峰（法語：Dôme de l'Arpont），是法國的山峰，位於該國東南部，由奧文尼-隆-阿爾卑斯大區負責管轄，屬於瓦努瓦斯山的一部分，海拔高度3,601米，每年平均降雨量1,479毫米。